# Kurt Brumme (Moderator)
Kurt Brumme (* 4. Februar 1923 in Köln; † 9. Mai 2005 ebenda) war ein deutscher Sportmoderator im Hörfunk und später beim WDR-Hörfunk als Abteilungsleiter Sport tätig. 

## Leben
Bekannt wurde Kurt Brumme durch die Sendung Sport und Musik, die Samstag nachmittags die Spiele der Fußball-Bundesliga übertrug. Er moderierte diese von 1963 bis 1988, nach 41 Jahren Tätigkeit beim WDR ging er in Pension.
Brumme arbeitete ab dem Jahr 1947 als einer der ersten nach dem Zweiten Weltkrieg tätigen Rundfunkjournalisten zunächst beim Nordwestdeutschen Rundfunk. Als dieser 1955 aufgeteilt wurde, blieb er beim WDR.
Er war unter anderem Reporter beim ersten Länderspiel der deutschen Fußballnationalmannschaft nach dem Krieg gegen die Schweiz. Bei der anschließenden WM 1954 in der Schweiz kommentierte er das Halbfinalspiel der deutschen Mannschaft gegen Österreich. Am 18. Mai 1960 übertrug er für den WDR das Finale des Europapokals der Landesmeister (seit 1992/93 UEFA Champions League) zwischen Real Madrid und Eintracht Frankfurt (7:3) aus dem Hampden Park in Glasgow. Dieses Spiel hatte mit 127.126 Zuschauern die größte Kulisse in der Geschichte des europäischen Vereinsfußballs. Ferner war Brumme beim Endspiel der Fußball-Weltmeisterschaft 1962 zwischen Brasilien und der Tschechoslowakei 3:1 (1:1) in Santiago de Chile im Einsatz. Weiterhin berichtete er vom ersten Europapokalsieg einer deutschen Fußballmannschaft 1966 (Borussia Dortmund – FC Liverpool 2:1 (0:0; 1:1 n. V.) im Glasgower Hampden Park sowie auch vom legendären DFB-Pokal-Finale 1973 zwischen dem 1. FC Köln und Borussia Mönchengladbach (1:2 n. V.) aus dem Düsseldorfer Rheinstadion. Zwischen 1963 und 1988 war er Abteilungsleiter Sport beim WDR-Hörfunk.
Brumme erfand die Bundesligakonferenz, die noch heute vom Westdeutschen Rundfunk produziert wird.
Der US-Boxweltmeister Muhammad Ali war von den Boxreportagen beeindruckt und nannte Kurt Brumme „the Voice of Germany“. Er schenkte ihm daraufhin ein Paar signierte Boxhandschuhe. Unvergessen ist seine Hörfunkreportage des „Jahrhundertspiels“, in dem Italien im Halbfinale der Weltmeisterschaft von 1970 in Mexiko Deutschland mit 4:3 nach Verlängerung besiegte. Zu den festen Ritualen der Sendung Sport und Musik gehörten Telefongespräche Brummes mit dem walisischen Journalisten Toby Charles, der auf amüsante Weise über die aktuellen Ereignisse im britischen Fußball berichtete. Dabei nahm der Austausch über die jeweiligen Wetterlagen breiteren Raum ein: „Sähr windisch“. Im November 1984 deckte Der Spiegel auf, dass Charles ebenfalls in Köln lebte und arbeitete und seine Kenntnisse aus dem britischen Rundfunk bezog. Brumme wurde für die Dauer einer Sendung suspendiert und die Telefonate wurden eingestellt.
Kurt Brumme starb 2005 im Alter von 82 Jahren und wurde auf dem Friedhof des Kölner Stadtteils Lövenich (Flur 1, Nr. 147/148) beigesetzt. Im Deutschen Sport & Olympia Museum wurde der Konferenzraum Kurt-Brumme-Galerie mit seinen hinterlassenen Erinnerungsstücken eingerichtet.

## Hörspiel
Von Kurt Brumme und Hermann Pfeiffer stammt das Hörspiel „They never come back“, welches der NWDR Hamburg produzierte und am 5. Juni 1952 erstmals ausgestrahlt wurde. Es handelt von der Tatsache, dass Box-Weltmeister, die ihren Titel einmal verloren hatten, diesen niemals wieder zurückerobern konnten.
Beide Autoren waren auch direkt an der Produktion beteiligt, Brumme als Sprecher (Sportreporter) und Pfeiffer als Regisseur. 
Zu den Sprechern gehörten unter anderen:
- Paul Klinger: MacRealy, Schwergewichtsexweltmeister
- Hanne Frese: Joan, seine Frau
- Albert Florath: Mike Hurley, Macs Manager
- Werner Hessenland: Shapman, Rechtsanwalt
- Bernhard Minetti: General Phelan
- Eduard Hermann: Joe Jacobs
- Max Eckard: Joe Louis
- Magda Hennings: Marva

## Auszeichnungen
- 1958: Deutscher Fernsehpreis
- 1973: Verdienstkreuz 1. Klasse der Bundesrepublik Deutschland[6]
- 1981: Großes Verdienstkreuz des Verdienstordens der Bundesrepublik Deutschland
- vor 1984: Ehrenpräsident von Alemannia Aachen
- 1993: Verdienstorden des Landes Nordrhein-Westfalen[7]